# Unión Deportiva Fuengirola Los Boliches
La Unión Deportiva Fuengirola Los Boliches es un equipo de fútbol español con sede en la localidad de Fuengirola, Málaga, en la comunidad autónoma de Andalucía. Fue fundado en 2001 después de la fusión de la UD Fuengirola y CD Los Boliches. Juega sus partidos como local en el Estadio Municipal de Santa Fe de los Boliches. Actualmente juega en Primera División Andaluza.

## Temporadas
- Temporadas en Segunda B: 0
- Temporadas en Tercera: 4
- Temporadas en Regional: